# Pau Ribas i Tossas
Pau Ribas i Tossas (Badalona, Barcelonès, 2 de març de 1987) és un exjugador català de bàsquet que jugà 20 temporades com a professional. És fill de qui també fou jugador del Joventut Jordi Ribas.

## Trajectòria

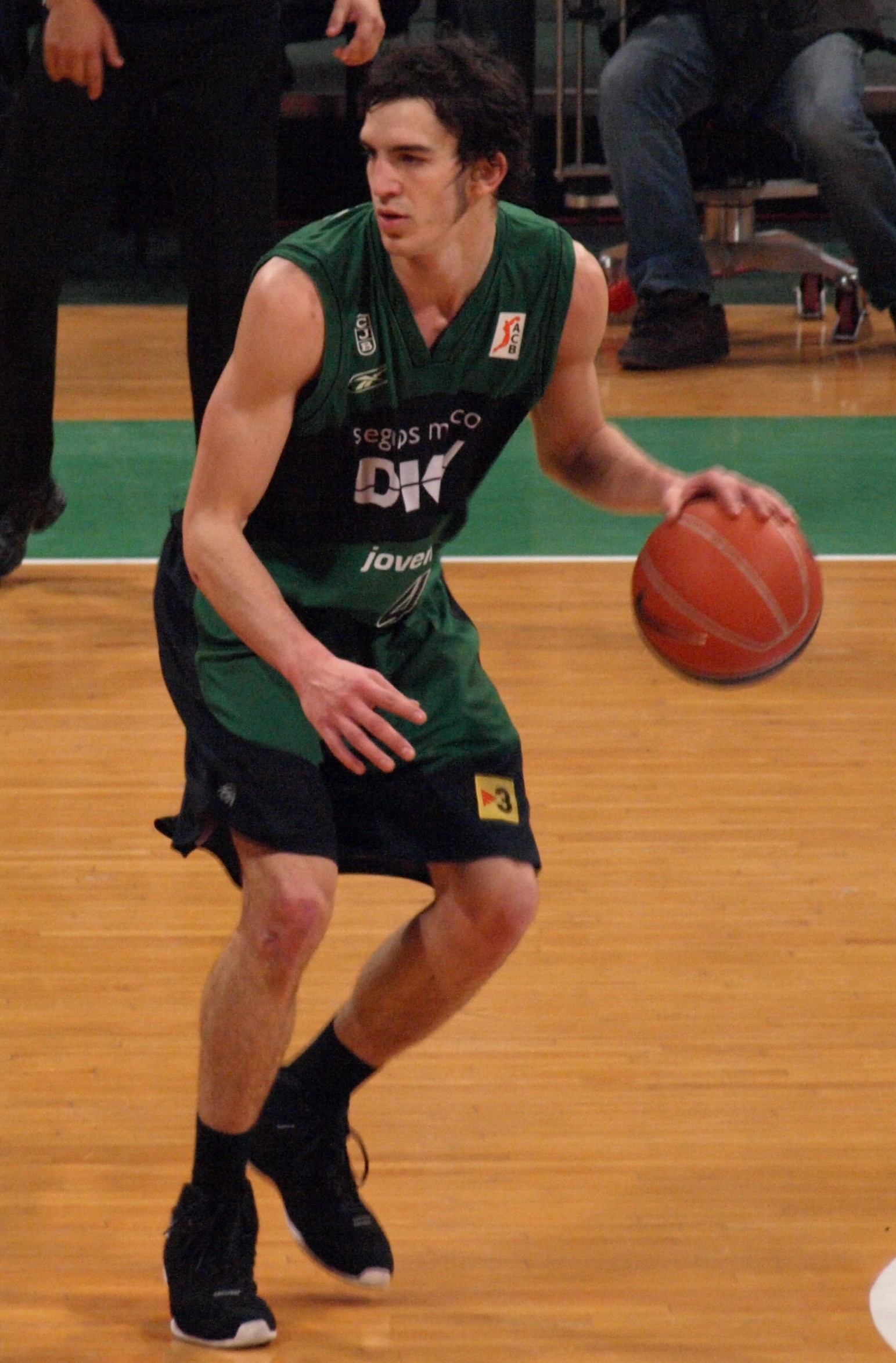
Ribas contra el Barça, gener de 2009

Pau Ribas es va formar al planter del Club Joventut Badalona, en el qual va entrar amb 4 anys. Després de jugar en l'equip juvenil, les temporades 2005-06 i 2006-07 va jugar en el Club Bàsquet Prat, alternant amb el primer equip del Joventut. El seu debut a l'ACB es va produir el 20 d'octubre de 2005 davant el Ricoh Manresa. La temporada 2007-08 va passar a formar part definitivament de la primera plantilla i en la 2008/09 va ser nomenat capità de l'equip.
El juliol de 2009 es va desvincular de l'equip verd-i-negre i va firmar un contracte per quatre temporades amb el Tau Ceràmica, també de la lliga ACB. En 2012 va fitxar pel València Bàsquet, amb qui va guanyar una Eurocup. El 23 de juliol de 2015 va signar un contracte amb la secció de bàsquet del FC Barcelona, rescindit el quatre de juliol de 2020 de mutu acord per tal de tornar al seu club d'origen, la Penya. En el mes de maig de 2025, i poc abans d'acabar la lliga, anuncia la seva retirada com a jugador professional en acabar la temporada.
Ha estat internacional amb la Selecció de bàsquet d'Espanya, tant a nivell júnior i sub-20, com amb l'absoluta. Va guanyar la medalla d'or a l'Eurobasket del 2015 i al Mundial de la Xina el 2019.

## Clubs
- Club Bàsquet Prat: 2005- 2007.
- Club Joventut Badalona: 2005-2009.
- Saski Baskonia: 2009-2012.
- València Bàsquet: 2012-2015.
- FC Barcelona: 2015-2020.
- Club Joventut Badalona: 2020-2025.